# سوزان وارنر
سوزان وارنر (بالإنجليزية: Susan Warner)‏ (11 يوليو 1819، نيويورك في الولايات المتحدة - 17 مارس 1885، هايلاند فالس في الولايات المتحدة)؛ كاتِبة مُتخصِّصة في أدب الأطفال وروائية أمريكية.

## روابط خارجية
- سوزان وارنر على موقع الموسوعة البريطانية (الإنجليزية)
- سوزان وارنر على موقع الموسوعة البريطانية (الإنجليزية)